# Alfred Cortot
Alfred Denis Cortot ( /kɔːrˈtoʊ/ kor-TOH  ; 26 tháng 9 năm 1877 – 15 tháng 6 năm 1962) là một nghệ sĩ dương cầm, nhạc trưởng, giáo viên người Pháp, và là một trong những nhạc sĩ cổ điển nổi tiếng nhất thế kỷ 20. Là một nghệ sĩ dương cầm có vốn tác phẩm đồ sộ, ông được đánh giá cao vì hiểu biết sâu sắc về thơ ca đối với các tác phẩm dương cầm thời kỳ Lãng mạn, đặc biệt là với các tác phẩm của Chopin, Franck, Saint-Saëns và Schumann. Đối với Éditions Durand, ông biên tập các phiên bản của hầu hết các tác phẩm dương cầm của Chopin, Liszt và Schumann.
Ông là một nhân vật trọng tâm của nền văn hóa âm nhạc Pháp thời bấy giờ và ông được biết đến với bộ tam tấu dương cầm thực hiện cùng nghệ sĩ vĩ cầm Jacques Thibaud và nghệ sĩ cello Pablo Casals.

## Tiểu sử

### Đầu đời
Cortot sinh ra tại Nyon, Vaud, thuộc vùng nói tiếng Pháp của Thụy Sĩ. Ông có cha là người Pháp và mẹ là người Thụy Sĩ, và ông mang quốc tịch Pháp. Anh em họ đầu tiên của ông là nhà soạn nhạc Edgard Varèse. Ông học tại Nhạc viện Paris cùng Émile Decombes (một trong những học trò của Frédéric Chopin) và Louis Diémer. Ông ra mắt công chúng lần đầu tiên tại Concerts Colonne năm 1897, biểu diễn bản Concerto cho dương cầm số 3 của Beethoven.
Từ năm 1898 đến 1901, ông là huấn luyện viên hợp xướng và sau đó là trợ lý nhạc trưởng tại Liên hoan Bayreuth. Năm 1902, ông chỉ đạo buổi ra mắt vở nhạc kịch Götterdämmerung (tạm dịch: Hoàng hôn của các vị thần) của Richard Wagner tại Paris. Ông thành lập một hội hòa nhạc mang tên Société des Concerts để biểu diễn các tác phẩm như  Parsifal của Wagner, Missa formalis của Beethoven, German Requiem của Brahms và tác phẩm mới của các nhà soạn nhạc Pháp thời đó.

### Sự nghiệp

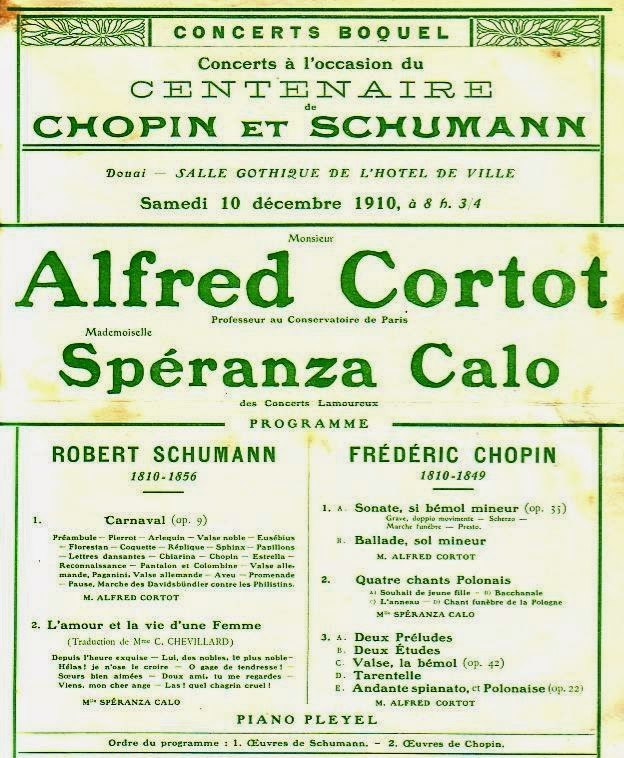
Hòa nhạc với Spéranza Calo-Séailles

Vào năm 1905, Cortot thành lập một bộ ba cùng Jaques Thibaud và Pablo Casals, đã khẳng định họ là bộ tam tấu dương cầm piano hàng đầu của thời đại. Năm 1907, ông được Gabriel Fauré bổ nhiệm làm Giáo sư tại Nhạc viện Paris, thay thế Raoul Pugno. Ông tiếp tục giảng dạy tại Nhạc viện Paris cho đến năm 1923, nơi các học trò của ông bao gồm Yvonne Lefébure, Vlado Perlemuter, Simone Plé-Caussade, Magdeleine Brard, Marguerite Monnot và Rodica Sutzu .
Năm 1919, Cortot thành lập École Normale de Musique de Paris. Các khóa học về diễn giải âm nhạc của ông về sau trở nên rất nổi tiếng.
Là một nhân vật hàng đầu trong ngành âm nhạc, Cortot đã tham dự nhiều sự kiện âm nhạc quốc tế và được chính phủ Pháp tài trợ hai chuyến quảng bá tới Hoa Kỳ và một chuyến tới Liên Xô vào năm 1920. Ông đã chỉ huy một vài dàn nhạc và thường được nhờ đệm dương cầm cho các nghệ sĩ đang lưu diễn ở Paris. Ông tham gia ngành âm nhạc cho đến khi sức khỏe giảm sút và ông dạy các lớp dương cầm nâng cao khi về già.
Vào ngày 21 tháng 3 năm 1925, Cortot đã thực hiện bản ghi âm điện tử thương mại đầu tiên trên thế giới về nhạc cổ điển cho Công ty Victor Talking Machine ở Camden, New Jersey. Ông ghi âm bộ tác phẩm Impromptu của Chopin và Litanei của Schubert, được phát hành trên nhãn Red Seal của Victor.

### Chiến tranh thế giới thứ hai
Trong Thế chiến II, ông đảm nhận vị trí Haut-Commissaire ("Cao ủy") về nghệ thuật trong chính quyền Vichy và phục vụ hai lần (năm 1941 và 1942) với tư cách là thành viên của Vichy's Conseil national ("Hội đồng quốc gia"). Tuy nhiên, ông trước đó có lập trường bảo vệ truyền thống âm nhạc Phá mạnh mẽ với chính quyền Beaux Arts (Mỹ thuật) hỗ trợ binh lính bằng âm nhạc. Cortot rời khỏi vị trí này sau khi Pétain được bổ nhiệm và thay vào đó tập trung sức lực vào việc viết các báo cáo về tuyên truyền văn hóa và bảo vệ các phong cách âm nhạc Pháp. Ông được chính phủ Pétain giao nhiệm vụ cải cách âm nhạc, và chính phủ Vichy nắm quyền kiểm soát các hoạt động âm nhạc. Ông trở thành một phần của comité d'organisation professionelle de la musique (tạm dịch: Ủy ban tổ chức âm nhạc chuyên nghiệp) vào năm 1942 và làm việc với Laval và Pétain.
Năm 1941, ông tham gia lễ hội Propaganda Staffel (tạm dịch: Đội tuyên truyền) ở Paris, và năm 1942 chơi nhạc cùng Wilhelm Kempff trong triển lãm nghệ thuật của nghệ sĩ Đức Quốc xã Arno Breker, sau đó gặp Breker tại nhà của Paul Morand . Pierre Laval cũng có mặt tại đây. Ông đã tham gia các buổi hòa nhạc chính thức ở Paris trong thời kỳ chiếm đóng cũng như ở Đức vào năm 1942.
Daisy Fancourt viết rằng:
Sau khi kết thúc chiến tranh, Cortot bị một hội đồng chính phủ Pháp kết tội đòng lõa với kẻ thù, từ đó bị đình chỉ biểu diễn trong một năm. Ông bào chữa rằng: "Tôi đã dành 50 năm cuộc đời để giúp đỡ sự nghiệp nước Pháp [...] khi tôi được yêu cầu tham gia vào lợi ích của các đồng chí của mình, tôi cảm thấy mình không thể từ chối. [...] Tôi không đại diện cho lợi ích của chính phủ Pháp hơn lợi ích của đất nước Pháp. [...] Tôi chưa bao giờ liên quan đến chính trị." Sau khi hết lệnh đình chỉ, ông trở lại biểu diễn với hơn 100 buổi hòa nhạc mỗi mùa.

### Qua đời
Cortot qua đời ngày 15 tháng 6 năm 1962 tại Lausanne, Thụy Sĩ, hưởng thọ 84 tuổi, vì bệnh urê huyết do suy thận. Con trai của ông là họa sĩ Jean Cortot.

## Đóng góp

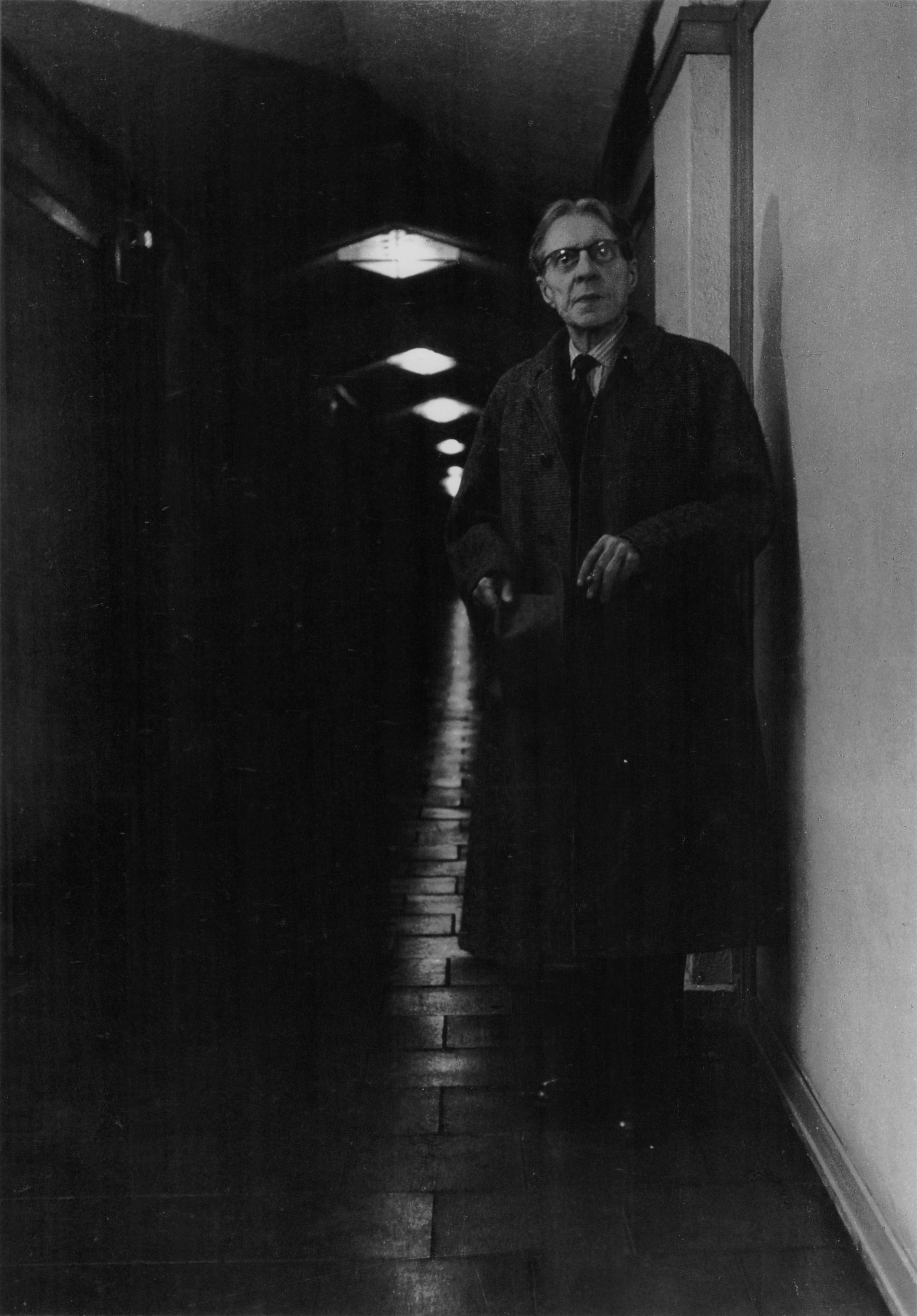
Cortot năm 1953, bởi Shōji Ōtake

Là một trong những người diễn giải các tác phẩm dương cầm của Chopin, Schumann và Debussy nổi tiếng nhất, Cortot đã xuất bản các ấn bản của các tác phẩm dương cầm của cả ba nhà soạn nhạc, đáng chú ý vì chúng bao gồm các bình luận tỉ mỉ về các vấn đề kỹ thuật và vấn đề trong việc diễn giải. 
Cortot bị đãng trí trong buổi hòa nhạc (đặc biệt dễ thấy từ những năm 1940 về sau) và thường chơi sai nốt nhạc trong các bản thu âm sau này. Tuy nhiên, khi đạt phong độ tốt, ông thể hiện kỹ thuật chơi piano điêu luyện và có thể xử lý hầu hết mọi thể loại. Tài năng này được thể hiện rõ trong bản thu âm tác phẩm Sonata cung Si thứ của Liszt (bản thu âm đầu tiên của tác phẩm này) và Etude en forme de valse của Saint-Saëns do ông biểu diễn. Tác phẩm của Saint-Saëns mà Cortot biểu diễn đã gây ấn tượng lớn với Vladimir Horowitz, người mà – theo Cortot – đã tiếp cận ông để tìm hiểu “bí mật” biểu diễn tác phẩm của ông. Tuy nhiên, Cortot đã không cho Horowitz biết.
Ông cũng viết nhiều bài văn có tính giáo huấn, bao gồm một bài học cơ bản về dương cầm mang tên Rational Principles of Pianoforte Technique (tạm dịch: Nguyên lý hợp lý của kỹ thuật Pianoforte). Cuốn sách này chứa nhiều bài luyện ngón tay để hỗ trợ phát triển các khía cạnh khác nhau của kỹ thuật chơi dương cầm.